# Далеки (вымышленная раса)
Да́леки (англ. Daleks) — вымышленная внеземная раса мутантов из британского научно-фантастического телесериала «Доктор Кто». В сериале далеки представляют собой полукиборгов с планеты Скаро, созданных учёным Давросом во время последних лет тысячелетней войны между народами каледов и талов. Генетически они являются мутантами человекообразной расы калед, помещёнными в тяжело бронированные (в том числе способные летать) мобильные платформы. Получившиеся существа являются могущественной расой, нацеленной на завоевание Вселенной и доминирование без жалости и угрызений совести. У далеков отсутствуют все эмоции, кроме одной — ненависти.
Раса часто является главным противником протагониста сериала, Повелителя Времени Доктора. Если верить его словам, то Повелители Времени были самой технически развитой расой из всех, что когда-либо существовали, далеков можно ставить на второе место, так как они — единственные, кто смог воевать с Повелителями на равных. Доктор, как правило, не признающий насилия и считающий, что у каждой формы жизни во Вселенной есть право на существование, первое время считал, что далеки должны быть полностью истреблены. Позже он меняет своё мнение, но его вражда с далеками сохраняется и по сей день, потому что они никогда не идут на перемирие. Единственная цель жизни далека — уничтожение всех, кто не является ему подобным. Капитан Джек Харкнесс говорил, что они — «самая мощная военная сила во Вселенной».

## Создание и попадание в массовую культуру
Далеки были созданы сценаристом Терри Нейшеном, а дизайн придуман дизайнером Би-би-си Рэймондом Кусиком. Имеют внешнее сходство с космическим аппаратом Спутник-3. Они появились в декабре 1963 года во второй серии «Доктора Кто» «Далеки». Они сразу же получили огромный успех у зрителей, появляясь потом на протяжении всего сериала, а также являясь одними из главных героев в двух фильмах 1960-х. Они стали таким же синонимом сериала «Доктор Кто», как и сам Доктор, а их поведение и знаменитая фраза стали частью британской массовой культуры. «Прятаться за диваном, как только появляются далеки» цитируется как элемент британской культурной самоидентификации, а опрос в 2008 году показал, что 9 из 10 британских детей смогли правильно определить далека. В 1999 году далеки появились на почтовых марках, посвящённых массовой культуре Британии. В 2010 году читатели научно-фантастического журнала SFX проголосовали за далеков, как за величайших монстров всех времён, опередив японский фильм Годзилла и героя Джона Р. Р. Толкина Голлума из «Властелина колец».
Слово «Далек» вошло в основные английские словари, включая «Оксфордский словарь английского языка», который определяет их как «тип робота, появляющийся в „Докторе Кто“, научно-фантастической телевизионной программе B.B.C., то есть используется иносказательно.» Слово иногда используется метафорически, чтобы описать людей, обычно людей из власти, которые действуют как роботы, не способные отойти от заложенной программы.
Широкую известность получило излюбленное слово далеков — «Уничтожить!» (варианты перевода: «Искоренить!», «Изничто́жить!») (англ. «Exterminate!»).
Образ далеков различных модификаций не раз использовался в кинематографе как «отсылка» к телесериалу. Например, далеков можно увидеть в фильме «Луни Тюнз: Снова в деле» среди различных инопланетян, заключенных в «зоне 52».
В апреле 2006 года «Blue Peter» запустили соревнование по поиску пропавших эпизодов, пообещав полноразмерную модель далека в качестве награды.
К пятидесятилетнему юбилею сериала фермер Том Пирс из окрестностей английского города Йорк вырастил на своём маисовом поле далека.
В честь 50-летнего юбилея сериала Королевская почта Великобритании выпускает в 2013 году серию марок, посвящённых «Доктору Кто», в том числе и с далеками.
Далеки присутствуют в спецвыпуске к 50-летию сериала.
Фанат телесериала из города Корстон, графство Уилтшир, Великобритания за два года сделал далека из лёгкого скутера с водяной пушкой в натуральную величину.
Неизвестные фанаты из Хиллсборо, Орегон, США построили далека образца 2005 года в натуральную величину и развлекали детей в парке (видео).
Также далеки выступают одними из антагонистов в Лего Фильм: Бэтмен наряду с другими известными злодеями из разных литературных произведений и фильмов.

## История расы далеков

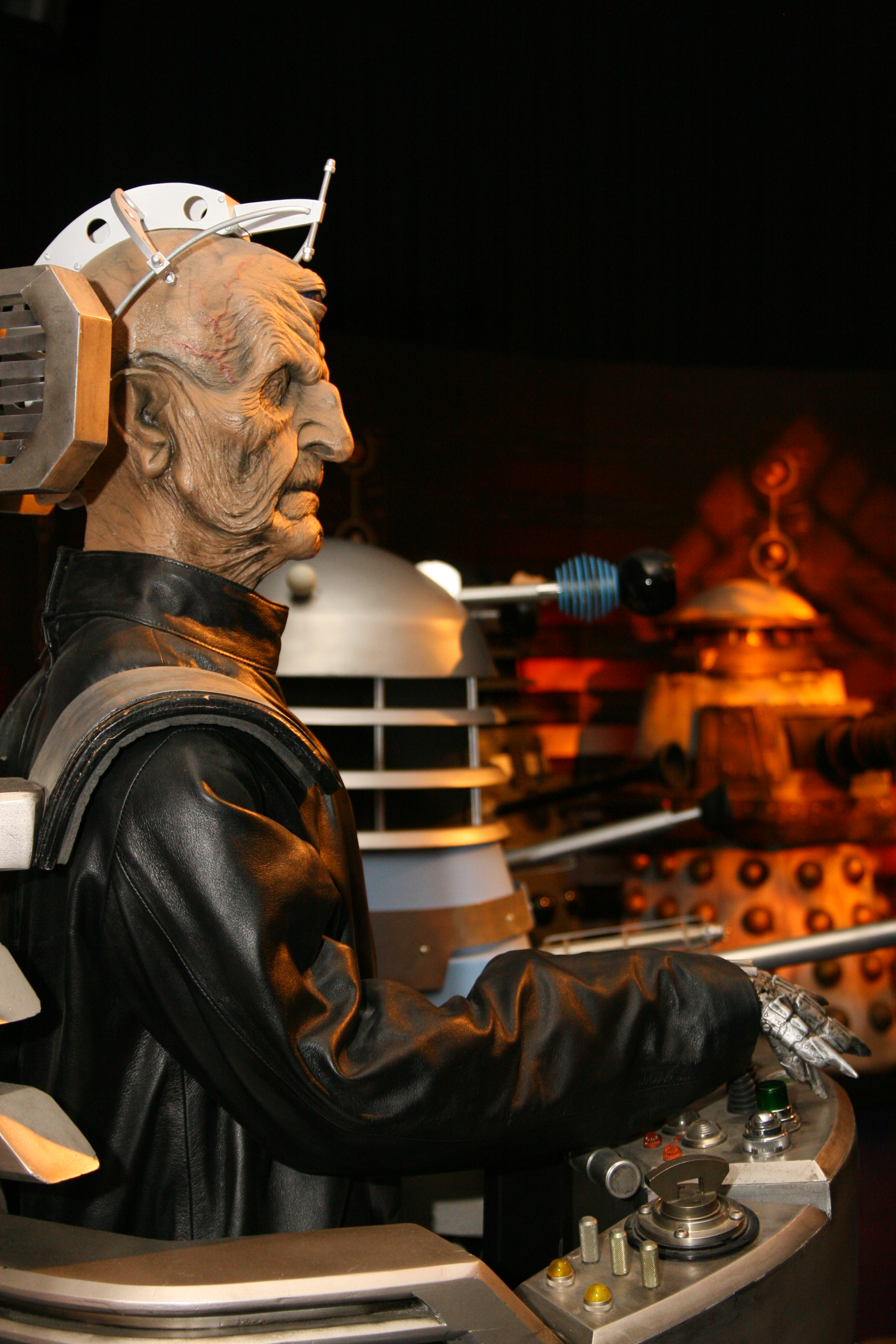
Даврос — создатель расы далеков

Планета Скаро — родной мир далеков — некогда была заселена двумя цивилизациями: каледами и талами. Между ними вспыхнул военный конфликт планетарного масштаба — нейтронная война, в результате которой поверхность Скаро оказалась полностью заражена радиацией. Талы сумели изобрести лекарство от лучевой болезни и остались жить на поверхности, а каледы скрылись под землёй. Они также искали средство защиты от радиации, и однажды каледский учёный Даврос объявил, что нашёл его. Но на самом деле Давроса заботило другое: он мечтал о создании расы идеальных существ, не имеющих слабостей и уязвимых мест. Эксперименты, которые он проводил над каледами, действительно сделали их невосприимчивыми к радиации, но превратили в уродливых мутантов, практически не имеющих ничего общего с гуманоидными предками, не способных испытывать никакие чувства и эмоции, кроме ненависти ко всем «низшим формам жизни», то есть тем, кто отличается от них. Затем Даврос сконструировал для них особую броню и оружие, которые позволили бы этим созданиям сражаться. Свои творения он назвал далеками — анаграммой от слова «Калед».
Ошибкой Давроса было то, что с точки зрения далеков он также являлся низшей формой жизни, поэтому очень скоро его создания вышли из повиновения. Создав собственную могущественную цивилизацию, далеки посвятили себя попыткам завоевать Вселенную и уничтожению или порабощению других рас.
Они участвовали во многих войнах, в том числе в Войне Времени, в ходе которой были основной стороной, противостоящей Повелителям Времени. Как долгое время считалось, в разрушительном финале Войны Времени далеки были полностью уничтожены. Спустя некоторое время, Доктор вновь встретился с далеками, которые смогли избежать Войны Времени. Позже далеки смогли возродить свою расу при помощи «Прародителя далеков» — машины, содержащей ДНК далеков.

## Физиология
Под бронёй далек — осьминогоподобное зеленовато-белое существо со множеством щупалец, крупным мозгом и одним глазом. Также у некоторых из них присутствует коготь на одном из щупалец. Далеки не способны самостоятельно издавать звуки за исключением слабого писка, разговаривают они только при помощи своей брони, которая синтезирует металлически звучащий скрипучий голос. Из-за того, что далеки не способны практически ни на какие эмоции, их речь всегда монотонна. Считается, что единственным чувством, которое способны испытывать Далеки, является ненависть. Однако, в серии «Фамильяр ведьмы» было продемонстрировано, что Далеки по крайней мере потенциально способны понимать милосердие — голосовые системы их брони в состоянии распознать и произнести это слово не фильтруя его.
Далеки обладают огромным интеллектом, но из-за полного отсутствия воображения их изобретательность ограничена лишь теми подходами, которые доступны строгой логике. Для поддержания жизни далекам необходима радиация, причём в больших дозах — длительное отсутствие облучения или приём антирадиационного препарата может убить далека. Далеки обладают той же способностью, что и Повелители Времени — отличать те события во времени, в которые нельзя вмешиваться.
Далеки без брони в сериале показываются крайне редко, их можно увидеть всего в нескольких сериях. Тем не менее, несмотря на физическую слабость и небольшие размеры, далеки даже без своей брони чрезвычайно опасны.
В сериях «Далеки в Манхэттене» и «Эволюция далеков» Культ Скаро предпринял попытку улучшить далеков, соединив их с человеком, в результате чего появился «Человекодалек». Однако получившийся гибрид обрёл эмоции, не свойственные далекам, и захотел изменить всю их расу по своему подобию, за что был убит бывшими товарищами.

## Технические характеристики брони
Официально броня далека называется Mk-III Travel Machine. Внешне металлическая оболочка далека по форме напоминает конусообразную перечницу или солонку, расширяющуюся к основанию. Корпус далека создан из материала, называемого «далеканиум» или «далекиний» (аналогичного поликарбонату), и оснащён системой силовых щитов, дезинтегрирующих приближающиеся материальные снаряды. Обычное стрелковое оружие почти не в состоянии причинить существенные повреждения далеку (хотя в редких ситуациях удачное попадание может повредить «глаз»), но некоторые особо сконструированные боеприпасы могут её пробить. Известен единичный случай уничтожения далека гранатой реактивного гранатомета, хотя судя по результатам, пробитие брони было случайным. Сильная взрывчатка может разрушить корпус далека, но заряд должен быть для этого расположен вплотную.
Она имеет около полутора метров в высоту, в верхней части конуса расположен единственный «глаз» — фоторецептор, посаженный на длинную механическую похожую на стебелёк штангу. Он не способен различать цвета (взгляду далека всё предстаёт в синем спектре), но за счёт применения отражающих линз даёт угол обзора почти в 180 градусов — далек может увидеть человека, спрятавшегося за углом, не наводя на него окуляр. «Глаз» — самое слабозащищённое место на броне далека.
Ниже расположены энергетическая пушка и рука-манипулятор, выглядящая как длинный металлический стержень, обычно с подобием присоски на конце. Несмотря на кажущуюся примитивность, это устройство совершеннее человеческой кисти — оно может принимать любую форму, и с помощью него Далек способен выполнять любые действия, вплоть до быстрой печати на клавиатуре.
Энергетическая пушка представляет собой основное оружие далека. Её конкретный принцип действия никогда не уточнялся, но судя по некоторым эффектам она имеет некое отношение к передаче электрической энергии. Мощность пушки может варьировать от сравнительно небольшой до максимальной, способной разрушить здание или полностью разрушить космический корабль небольших размеров.
Вся броня далека покрыта металлическими полусферами — т. н. «пробками». В сериале они иногда обозначаются как часть защитной системы (генераторы силового поля) и также как элемент системы самоуничтожения: при активации механизма самоуничтожения «пробки» отделяются и формируют вокруг далека сферу из силового поля, которая затем сжимается, полностью уничтожая всё внутри неё.
Передвижение — одно из немногих слабых мест далеков. Их оболочки двигаются сравнительно медленно, и именно скорость Доктор отмечает как своё главное преимущество в борьбе с ними ещё во время первого столкновения. В самых первых сериях далеки вообще не могли покидать своих крепостей, так как для движения их броне требовалось постоянное электропитание, которое подавалось через пол. Позже далеки наконец смогли выйти наружу, но по-прежнему оставались способны двигаться лишь по ровной поверхности. Позднее их оборудовали антигравитационными двигателями, позволившими далекам летать, но всё так же с небольшой скоростью.
Все системы брони питаются от статического электричества. На своих планетах далеки обычно получают заряд от металлических полов и стен своих городов (внезапное отключение энергии может убить далека). Для перемещения вне заряженных поверхностей ранние версии далеков использовали антенны-ретрансляторы энергии. Более поздние модели были оснащены чрезвычайно эффективными солнечными коллекторами и системой конденсаторов, способных запасать невероятное количество энергии для обеспечения функционирования далеков в течение тысячелетий.
Внутри брони есть «антитела» — нанороботы, которые уничтожают попавшие внутрь инородные объекты. Также в броне есть резервные блоки памяти, которые кроме прочего блокируют положительные эмоции, оставляя только ненависть. В серии «Внутрь далека» Доктор перезагрузил одного далека, активировав отключенную память.
Далеки проводят внутри брони всю свою жизнь, никогда не выбираясь наружу. Можно даже сказать, что живое существо и его металлическая оболочка — лишь две составляющие того, что называют далеком, и только вместе они — далек.

## Общественная структура
У далеков нет имён, за исключением Культа Скаро (далек Сэк, Каан, Тей и Джест) и трех далеков модели Марк 3, которых запрограммировал второй доктор (он внес в их программу "человеческий фактор" и те по характеру стали похожи на детей), он дал им имена (Альфа, Бета и Омега). Эти три далека считали доктора своим другом, но погибли при разрушении базы далеков. Остальные далеки имеют только номера. Далеки беспрекословно исполняют любые приказы начальства.
Особая группа далеков, обычно обозначаемая как Чёрные Далеки (Black Daleks), имеет повышенный статус в иерархии далеков и де-факто находится на вершине их общества. Чёрные Далеки обладают более расширенными возможностями мышления, чем обычные далеки, что связано с их командной функцией.
В определённые периоды истории далеков во главе их иерархии стоял единственный далек, называемый Верховным далеком (Supreme Dalek) или Императором далеков (Dalek Emperor). Верховный далек/Император представлял собой генетически усовершенствованного далека, доведённого до «предела эволюции». Несколько различных Верховных далеков/Императоров фигурировали в сериале, включая некоторое время занимавшего эту должность Давроса.
В сезоне 2012 года впервые выяснилось, что у по крайней мере части далеков существует определённое понимание красоты. В серии «Изолятор далеков» было продемонстрировано, что далеки считают эстетически приятными особо яростные формы ненависти и вместо того, чтобы просто уничтожать необратимо повреждённых в боях или психически нестабильных далеков, ссылают их на защищенную планету-убежище.

### Культ Скаро

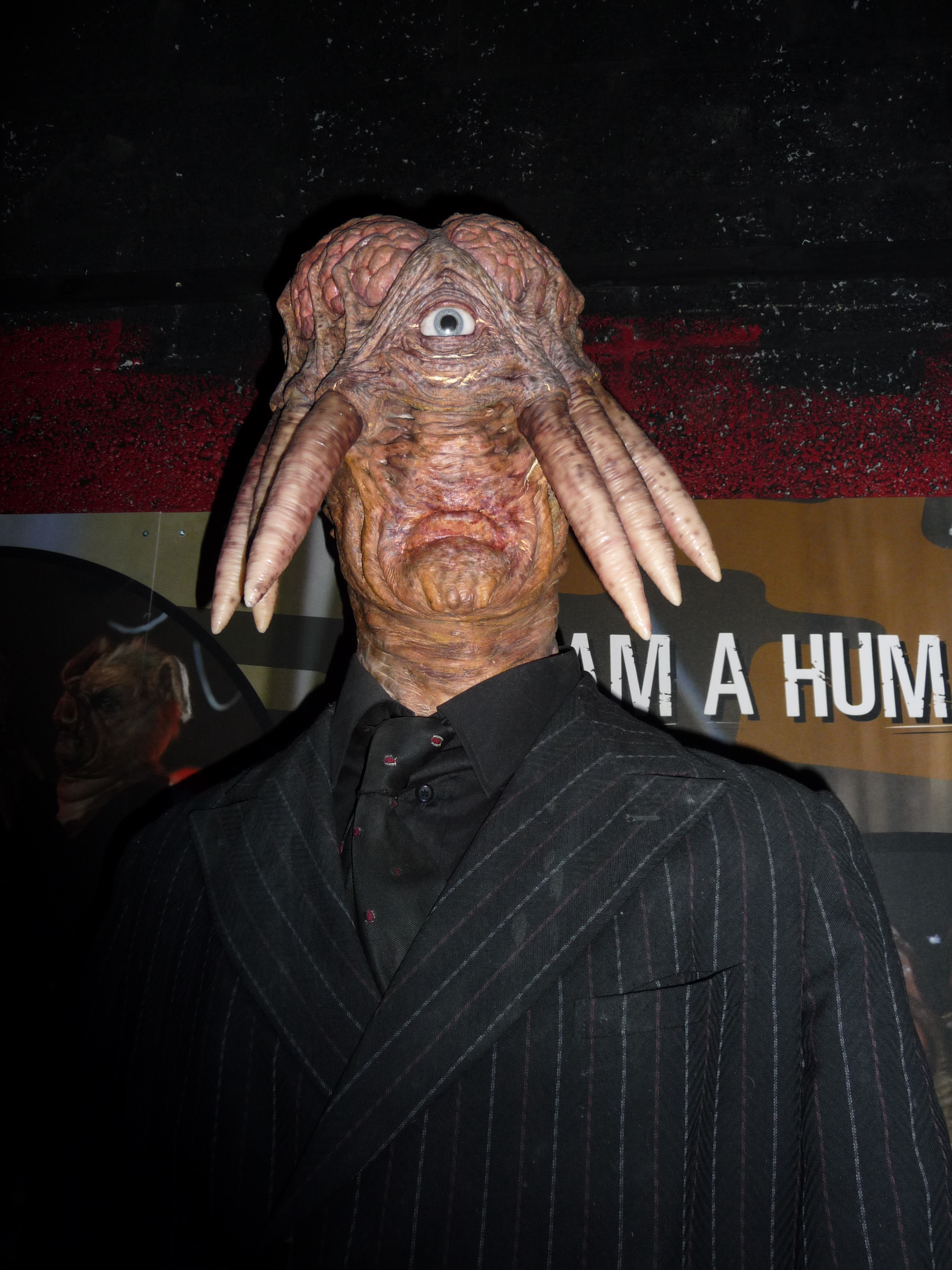
Человекодалек — гибрид человеческого вида и далеков

Культ Скаро — группа из нескольких далеков, созданная лично Императором, задача которых состоит в том, чтобы думать так, как думают враги. Мышление далеков сильно отличается от мышления любых других разумных форм жизни во вселенной, к тому же они не способны воображать, поэтому продумывание стратегии и тактики на войне, для которого нужно понять, как думает противник, могло бы стать для них неразрешимой задачей. Но для этого в Империи далеков существует Культ Скаро. Его члены — единственные далеки, у которых есть имена (Далек Сек, Далек Каан, Далек Тей и Далек Джест). Их эмоциональный порог выше, чем у обычных далеков, что позволяет им понимать мышление остальных рас.
Члены Культа Скаро выжили в Войне времени, оказавшись внутри «пустотного корабля». Вместе с ними оставалась компактная тюрьма для далеков, сделанная по технологии Повелителей Времени, и, когда Микки случайно активировал тюрьму, на Землю вырвалось множество рядовых далеков. Доктору удалось отправить их всех вместе с киберлюдьми в Пустоту (границу между вселенными), но Культ Скаро вновь выжил, дабы очутиться в Нью-Йорке во времена Великой Депрессии.
Попав на Манхэттен, четверо далеков начали проводить эксперименты над бездомными, превращая их в свинолюдей — безмозглых существ, выполняющих физическую работу. Часть похищенных людей использовалась для дальнейшего превращения их в новый вид далеков; вступив в сговор с бизнесменом Дьегорасом, Культ Скаро вносит изменения в конструкцию шпиля строящегося Эмпайр-стейт-билдинг, дабы молния, ударив в усовершенствованный шпиль, оживила тела новоиспечённых далеков. Далек Сек поглощает Дьегораса и принимает гуманоидное обличье, из-за чего пересматривает своё отношение к прочим расам и намеревается сделать новых далеков более эмоциональными и миролюбивыми. Остальные трое считают это предательством и свергают своего лидера, который позже погибает, заслонив Доктора от смертоносного луча бывшего товарища.
В результате сражения с Доктором и его союзниками в живых остаётся лишь Далек Каан. При помощи экспериментальной, нестабильной системы экстренного перемещения во времени, ему удаётся сделать считавшееся невозможным — переместиться в заблокированную Войну Времени и спасти создателя расы далеков — Давроса. Пережитое путешествие сквозь время оказывается слишком тяжёлым для мозга Далека, и Каан сходит с ума, однако, обретая способность предчувствовать будущее, после чего Каан становится личным прорицателем Давроса. Однако, Далек Каан вёл двойную игру — увидев все ужасы, которые далеки творили на протяжении всей своей истории, он решил положить этому конец и начал манипулировать событиями, скрывая от Давроса часть предсказаний и периодически направляя Донну Ноубл в нужные места и в нужное время. Далек Каан, предположительно, погиб во время взрыва на корабле «Крусибл» вместе с Давросом и прочими далеками.

## Факты о съёмках
Модели далеков контролируются изнутри оператором, отвечающим за движение глазного стебля, направление лазерного луча, движение манипулятора, а также за мигание огоньков на корпусе. Корпус состоит из двух частей: верхней и нижней. Оператор становится в нижнюю и закрывается верхней.
Ранние версии далеков не управлялись на расстоянии, а за основу были взяты миниатюрные велосипеды. С этим связан один занимательный инцидент: Тэрри Нэйшн (Terry Nation) хотел, чтобы далеки вышли на улицы Лондона для съёмки финальных титров. Чтобы позволять моделям свободно передвигаться по мостовой, проектировщик Спенсер Чапман (Spencer Chapman) создал новый тип брони далеков, которая скрывала колёса. Двигаясь по ухабистым каменным тротуарам Лондона, далеки так сильно грохотали, что было невозможно скрыть этот шум даже заключительной музыкальной заставкой.
Более поздние версии далеков имели более аккуратные колёса (согласно проектировщикам далеков, от тележки в супермаркете), или их просто передвигали операторы, но далеки были слишком тяжёлыми. Трудность с передвижением моделей внесла свой вклад в несколько судорожные движения далеков, как может это показаться на первый взгляд. Последняя модель далека всё ещё подразумевает наличие оператора внутри, но передвижением управляют на расстоянии. Это удобно и для оператора, который может сконцентрироваться на управлении остальными частями далека.
Помимо того, что в железной оболочке далека тесно и жарко, корпус приглушает внешние звуки, что мешает операторам слышать команды режиссёра или студии. Также корпус слишком тяжёлый, чтобы открыть его изнутри, это значит, что операторы могут застрять внутри, если их забудут выпустить. Джон Скотт Мартин (англ. John Scott Martin), оператор оригинальных серий сказал, что управление далеком — вещь не из лёгких. «Вам нужно приблизительно шесть рук: одна для управления глазом, другая — чтобы включать огоньки, третья для оружия, а четвёртая для передвижения и так далее. Если я был бы осьминогом, было бы проще», иронизирует Джон. Далеки, созданные для поздних серий Доктора, незначительно отличаются от оригинальных далеков за исключением расширенного основания и ряда второстепенных нюансов. Помимо оператора внутри далека, «головой» и «глазом» управляет другой оператор через дистанционное управление. Третий оператор отвечает за голос.